# Emilie Ytting Pedersen
Emilie Ytting Pedersen (født 2. august 1999 i Silkeborg, Danmark) er en dansk håndboldspiller, som spiller for den danske klub København Håndbold og tidligere Danmarks U/19-håndboldlandshold.
Hun startede karrieren i Silkeborg-Voel KFUM. I 2020 tog hun til Skanderborg Håndbold for at få mere fast spilletid. Her delte hun spilletiden på venstre fløj med Sarah Stougaard. 2 år efter skiftede hun til København Håndbold. Here underskev hun en kontrakt indtil 2024.